# Ernst sein ist alles (2002)
Ernst sein ist alles (The Importance of Being Earnest) ist eine US-amerikanisch-britisch-französische Filmkomödie von Oliver Parker aus dem Jahr 2002. Die Handlung beruht auf dem Theaterstück The Importance of Being Earnest von Oscar Wilde.

## Handlung
Algernon Moncrieff und John Worthing leben im viktorianischen England.
Worthing residiert auf dem Land und fährt immer wieder zum Vergnügen nach London. Dabei erzählt er seiner Umgebung jedes Mal, er kümmere sich um seinen verantwortungslosen Bruder Ernst. Doch er ist es, der sich in London als Ernst ausgibt, um so unerkannt seinem Vergnügen nachzugehen. Moncrieff ist ein Londoner Aristokrat, der von Zeit zu Zeit vor der Londoner Gesellschaft flüchtet, indem er vorgibt, er besuche seinen kranken Freund Bunbury auf dem Land, der jedoch ebenfalls eine Erfindung ist.
Worthing und Moncrieff haben sich in London angefreundet, wo Worthing Moncrieffs Cousine Gwendolen Fairfax kennenlernt und sich in sie verliebt. Eine Eheschließung scheint aber unmöglich, da Gwendolens Mutter Lady Bracknell gegen diese Verbindung ist. Auch liegt Gwendolen sehr viel an dem Namen Ernst, denn sie kann angeblich nur einen Mann mit diesem Namen lieben. Worthings Schilderungen über sein Mündel Cecily erwecken Moncrieffs Interesse an ihr.
Moncrieff fährt zu Worthings Landhaus, wo er sich als dessen Bruder Ernst ausgibt. Er verliebt sich in Cecily, die sich schon immer gewünscht hat, den verantwortungslosen Onkel Ernst zu ehelichen. Auch Worthing erscheint auf seinem Landhaus und beide spielen (teilweise notgedrungen) die Komödie des wiederaufgetauchten Bruders, bis Gwendolen aus ihrem strengen Elternhaus flüchtend auftaucht.
Beide Frauen erfahren, dass keiner wirklich Ernst ist, und ziehen sich daraufhin gekränkt zurück. Die beiden Männer buhlen um die Gunst ihrer Angebeteten und scheinen damit Erfolg zu haben, bis Lady Bracknell auftaucht.
Schließlich stellt sich heraus, dass Worthing ein als Kind verschollener Bruder von Moncrieff ist, und der Hochzeit beider Paare steht nichts mehr im Wege. Auch die Namensfrage klärt Worthing für sich, da er den Namen seines wahren Vaters annimmt, der angeblich Ernst hieß.

## Kritiken
James Berardinelli schrieb auf ReelViews, die größte Freude bereiteten – wie in jeder Verfilmung des Theaterstücks – die Dialoge. Der Regisseur und Drehbuchautor wichen zwar stellenweise von der Vorlage ab, jedoch bleibe deren Geist erhalten. Die Geschichte sei „dürftig“, die Charaktere „einfach gestrickt“. Rupert Everett wirke „charmant“ und „charismatisch“, Frances O’Connor wirke „reizvoll“. Reese Witherspoon habe „kleine Schwierigkeiten“ mit der Darstellung einer im 19. Jahrhundert angesiedelten Rolle.
Das Lexikon des internationalen Films schrieb: „Leichtgewichtige Salonkomödie nach dem Bühnenstück von Oscar Wilde, getragen von brillanten Schauspielern und schlagfertigen Dialogen. Die süffisant angelegten Figuren entwickeln dabei keine sonderliche Tiefe, sodass die höchst unterhaltsame Rasanz die dem Stück innewohnende Gesellschaftskritik überdeckt.“

## Auszeichnungen
Reese Witherspoon wurde im Jahr 2002 für den Teen Choice Award nominiert. Maurizio Millenotti gewann 2003 für die Kostüme den Nastro d’Argento des Sindacato Nazionale Giornalisti Cinematografici Italiani.

## Hintergrund
Die Dreharbeiten fanden in London und in High Wycombe, Buckinghamshire, statt. Die Produktionskosten betrugen schätzungsweise 15 Millionen US-Dollar. Der Film spielte in den Kinos der USA ca. 8,4 Millionen US-Dollar ein und in den britischen Kinos ca. 3,06 Millionen Pfund Sterling.